# Лазар Вулић
Лазар Вулић (Краљево, 5. јануара 1992) српски је фудбалер, који тренутно наступа за Сушицу.

## Каријера
Лазар Вулић рођен је у Краљеву, 5. јануара 1992. године, а фудбалом је почео да се бави са шест година старости у локалној Бубамари 1991. Касније је прешао у Слогу, где је прошао све млађе узрасте и потом прикључен првом тиму тог клуба. У сениорском фудбалу дебитовао је код тренера Ивице Цветановског, као бонус играч на гостовању екипи Слободе у Ужицу, у оквиру 24. кола Српске лиге Запад за сезону 2008/09. Слога је по њеном окончању освојила прво место на табели Српске лиге Запад, чиме је остварила пласман у савезни ранг такмичења. По изласку из омладинске екипе, Вулић је уступљен Металцу Трговачком, где је одиграо први део сезоне 2011/12. у Зони Морава. По повратку у Слогу, Вулић је до краја такмичарске 2011/12. забележио 12 наступа у Првој лиги Србије, код тренера Драгана Јовановића, док је једини погодак постигао против екипе Срема из Сремске Митровице у 23. колу, када је такође изабран и за најбољег појединца на терену.
У наредном периоду, Вулић је најчешће имао статус резервисте, те је почетком 2014. привремено напустио састав Слоге и прешао у редове Рудара из Приједора. Током пролећног дела такмичарске 2013/14. у Премијер лиги Босне и Херцеговине, Вулић је за тај клуб уписао је 8 наступа, али је завршницу првенства пропустио због повреде. Након што је екипа Слоге променила већи део играчког кадра током лета 2014, Вулић се у матични клуб вратио у августу исте године. Током првог дела сезоне, Вулић је у игру најчешће улазио са клупе, а први старт уписао је на гостовању Вождовцу на крову Тржног центра, у оквиру шеснаестине финала Купа Србије. Вулић је на том сусрету био стрелац једног од два поготка своје екипе у поразу резултатом 3:2. Тренер Вељко Доведан га је у последње три утакмице јесење полусезоне уврстио у старну поставу, након чега је у другом делу сезоне пропустио једну утакмицу због упарених картона. Вулић је на тај начин уписао укупно 22 наступа у оба такмичења под окриљем Фудбалског савеза Србије и постигао два поготка.
После испадања екипе Слоге из Прве лиге Србије, Вулић је као слободан играч отишао у Јајце, где је потписао за тамошњи клуб Металеге БСИ. Почетком 2016. прикључио се тренинзима врањског Динама, за који касније није наступао на такмичарским утакмицама. У јесен исте године, Вулић је постао члан Шумадије 1903 из Крагујевца, док је након те сезоне прешао у Будућност Крушик из Ваљева. Током календарске 2018, Вулић је носио дрес Моравца из Мрштана, док се почетком 2019. вратио у матичну Слогу, са којом је такмичење у новоформираној Шумадијско-рашкој зони завршио на другом месту на табели, иза крагујевачке Сушице.
По окончању календарске 2019. године, током које је Вулић био стандардни члан прве поставе екипе Слоге, Вулић је напустио клуб и прешао у редове Сушице.

## Трофеји и награде
Слога Краљево
- Српска лига Запад (2) : 2008/09,[8] 2010/11.[30]

Металеге БСИ
- Прва лига Федерације Босне и Херцеговине: 2015/16.[31]